# Huishouding van nu. Maandblad onder redactie van de Commissie inzake huishoudelijke voorlichting
Huishouding van nu. Maandblad onder redactie van de Commissie inzake huishoudelijke voorlichting was een tijdschrift dat tussen 1935 en 1945 maandelijks verscheen in Nederland. Het blad verscheen tegelijkertijd met Helpt nu: maandblad van de Commissie voor Huishoudelijke- en Gezinsvoorlichting.
Huishouding van nu was gericht op huisvrouwen en gezinnen. Aanvankelijk diende het blad om advies te geven aan gezinnen die door de economische crisis van de jaren 30 in financiële problemen dreigden te komen. Het tijdschrift bevatte bijdragen over voeding, kleding en opvoeding. Daarnaast publiceerde het blad rubrieken met brieven van een moeder aan haar dochter, en een rubriek waarin vragen werden beantwoord. Het tijdschrift had ook reclame, advertenties.
In 1946 ging het tijdschrift door onder de naam Ons gezin, dat verscheen tot 1972.